# Val-de-Dagne
Val-de-Dagne es una comuna francesa situada en el departamento de Aude, de la región de Occitania.

## Geografía
Está ubicada a 15 km al sureste de Carcasona.

## Historia
La comuna nueva fue creada el 1 de enero de 2019, con la unión de las comunas de Montlaur y Pradelles-en-Val, pasando a estar el ayuntamiento en la antigua comuna de Montlaur.